# Stephan Zagrodnik
Stephan Zagrodnik (teilweise auch Stefan Zagrodnik; * 20. September 1916 in Waldau; † 30. November 1990 in Berlin) war ein deutscher Funktionär der DDR-Blockpartei DBD. Er war Abgeordneter der Volkskammer der DDR.

## Leben
Zagrodniks Eltern waren Landarbeiter und stammten ursprünglich aus einem polnischen Dorf. Auf der Suche nach besseren Lebensbedingungen waren sie ständig auf Wanderschaft. 1916 arbeiteten sie auf einem Rittergut in der Nähe von Kassel. Die Familie zog jedoch auch nach der Geburt Zagrodniks weiterhin häufig um, so in den Kreis Wurzen und später in die Gegend um Meißen. Von den neun Geschwistern Zagrodniks überlebten nur sieben. Zagrodniks Eltern waren jedoch bemüht, den Kindern eine geregelte Schulbildung zu ermöglichen. 1932 kehrten sie nach Polen zurück, wo sie wahrscheinlich ein kleines Stück Land erwerben konnten. Stephan Zagrodnik wurde zu Verwandten nach Oppeln geschickt, wo er später eine Lehrstelle in der Verwaltung des Landratsamtes fand. 1937 wurde er vom Dienst entbunden und kehrte zu seinen Eltern zurück. Als 1939 deutsche Truppen in Polen einmarschierten, wurde er zum Reichsarbeitsdienst, 1940 dann zur Wehrmacht eingezogen. Als Soldat nahm er am Angriff auf die Sowjetunion teil. Es folgten Zeiten der Verwundung und Krankheit, die er meist in Berliner Lazaretten verbrachte. Am 1. Mai 1945 geriet er in Schwerin in US-amerikanische Kriegsgefangenschaft.
Aus dem Fonds der Bodenreform erhielten Zagrodnik und seine Ehefrau gut sechs Hektar Land im sächsischen Hirschfeld (Kreis Freiberg). Hier engagierte sich Zagrodnik seit 1946 im Ortsvorstand der Vereinigung der gegenseitigen Bauernhilfe. 1948 wurde er zum stellvertretenden Bürgermeister, im Herbst 1950 dann zum Ersten Bürgermeister gewählt. Unter seiner Mitwirkung wurde auch in Hirschfeld eine Ortsgruppe der Demokratischen Bauernpartei Deutschlands (DBD) gegründet. 
Zagrodniks Aufstieg in der Bauernpartei begann mit der Teilnahme an den Verwaltungslehrgängen in Forst-Zinna. Bis Juli 1952 war er Kreissekretär in Meißen, danach Kadersekretär im Bezirksverband Dresden der DBD. Von 1955 bis 1960 hatte Zagrodnik dann die Funktion des Sekretärs des Bezirksvorstandes Karl-Marx-Stadt der DBD inne. 1956/57 studierte er am Institut des ZK der SED zur Ausbildung von Funktionären für die sozialistische Landwirtschaft in Schwerin. Das Studium schloss er als Staatlich geprüfter Landwirt ab. Von 1960 bis 1982 gehörte Zagrodnik dem Parteivorstand der DBD und seinem Präsidium an. Von 1960 bis 1976 war er dort Sekretär für Schulung und Aufklärung. Von 1960 bis 1972 war er Mitglied, von 1972 bis 1977 Vorsitzender des Parteischiedsgerichts der DBD. 
Von 1963 bis 1981 war Zagrodnik Abgeordneter der Volkskammer und hatte hier von 1963 bis 1976 den stellvertretenden Vorsitz der DBD-Fraktion sowie den Vorsitz des Ausschusses für Land- und Forstwirtschaft inne. 1966 wurde Zagrodnik auch Mitglied des Landwirtschaftsrates der DDR. 
Von 1961 bis 1967 war er Mitglied des Präsidiums der Liga für Völkerfreundschaft und der Deutsch-Afrikanischen Gesellschaft. Er war zudem ab 1965 Mitglied des Friedensrates und fungierte ab 1974 als Vizepräsident der Freundschaftsgesellschaft DDR-Norwegen. 
1976 schied Zagrodnik aus gesundheitlichen Gründen aus seinen hauptamtlichen Parteifunktionen aus.

## Auszeichnungen
- Vaterländischer Verdienstorden in Bronze (1960), in Silber (1965) und in Gold (1974)
- Ehrenspange zum Vaterländischen Verdienstorden (1986)[1]
- Orden „Banner der Arbeit“
- Verdienstmedaille der DDR